# Costa Concordia
a nu se confunda cu Concordia, nava care s-a scufundat la 17 februarie 2012

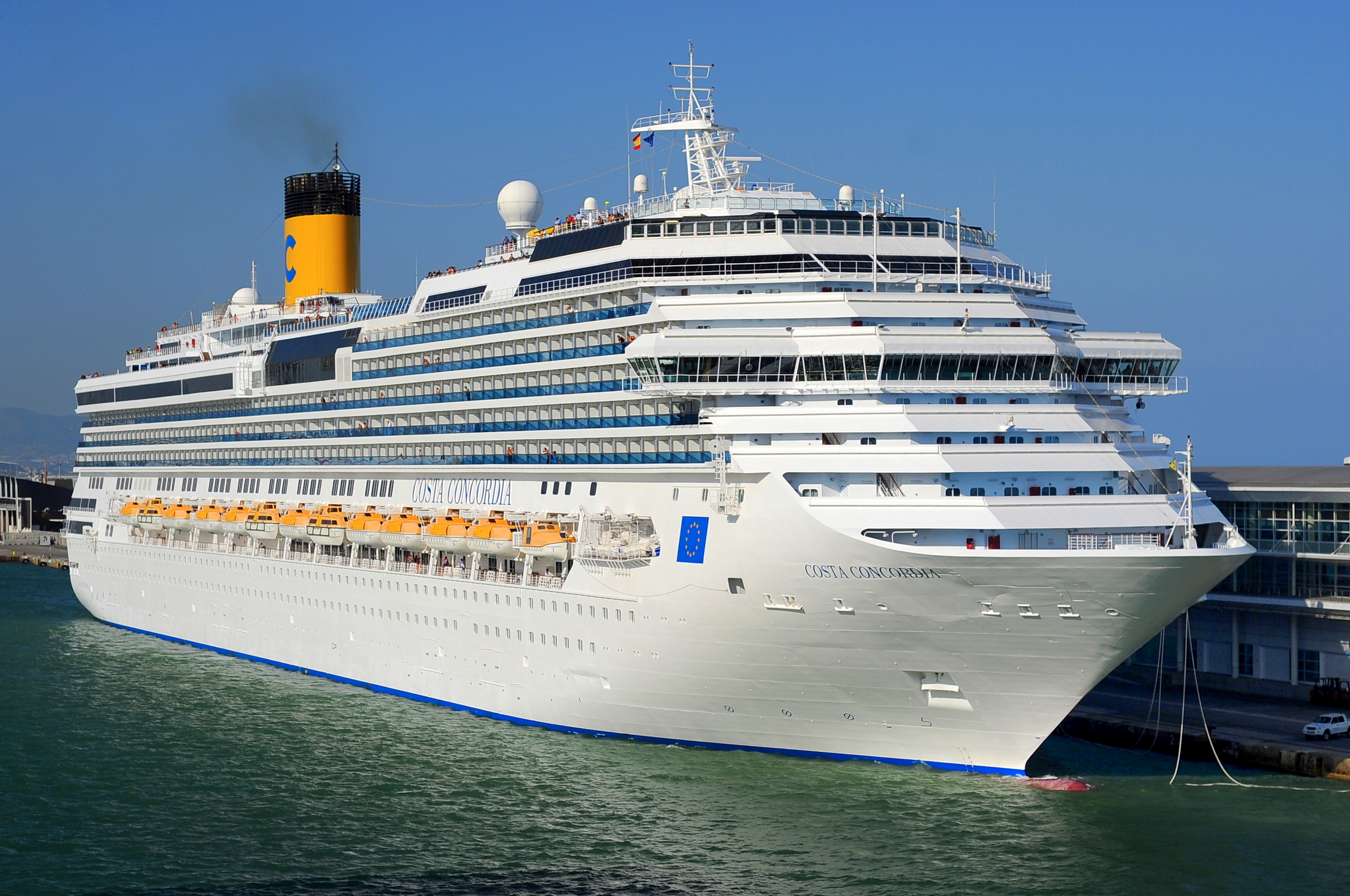
Costa Concordia în 2009

Costa Concordia a fost o navă de croazieră din clasa Concordia care era operată de Costa Cruises, o filială a companiei britanico-americană Carnival Corporation & plc. A fost construită la șantierul naval Fincantieri din Sestri Ponente, Genova, Italia.  Numele Concordia a fost ales pentru a exprima "o continuă armonie, unitate și pace între națiunile Europene".

## Naufragiul

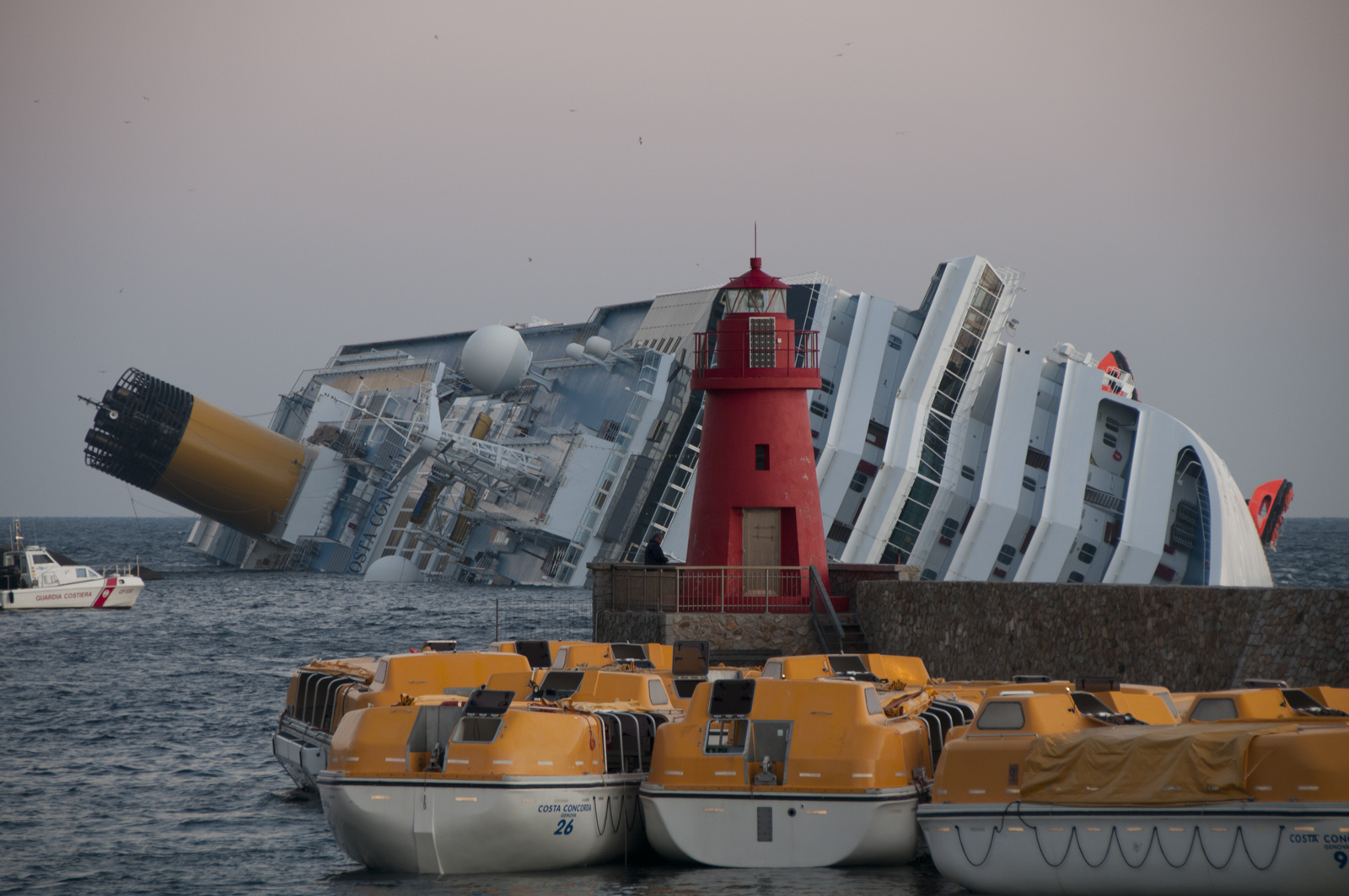
Epava

La 13 ianuarie 2012 nava s-a ciocnit de o stâncă în apropierea insulei italiene Giglio din Marea Mediterană. Stânca a sfâșiat bordajul pe o lungime de 70 m, după care nava a fost invadată în bună măsură de apă și s-a înclinat până la un unghi de 65 grade, devenind nemanevrabilă. Majoritatea celor peste 4.200 de persoane la bord s-au putut salva, dar totuși accidentul s-a soldat și cu 15 morți și 20 de dispăruți, constatați imediat după eșuare. În final, bilanțul a fost de 32 de morți. În 2017, comandantul navei, Francesco Schettino, a fost condamnat la 16 ani de închisoare.

## Ranfluarea
Operația de ranfluare a epavei, cu o lungime de 290 m, s-a încheiat în iulie 2014, după care aceasta a fost remorcată în portul Genova, unde urmează să fie dezmembrată, 80% din materialul rezultat urmând să fie reutilizat. Armatorul navei Costa Concordia a anunțat că ranfluarea și remorcarea navei costă circa 1,5 miliarde Euro, aproape de trei ori cât a costat construirea acesteia.

## Impact cultural
In mai 2016, trupa de Indie rock Car Seat Headrest a publicat albumul „Teens of Denial”, al 10-lea cântec fiind numit „The Ballad of the Costa Concordia”, versurile cântecului dat făcând referire la naufragiu.